# 22488 Martyschwartz
22488 Martyschwartz è un asteroide della fascia principale. Scoperto nel 1997, presenta un'orbita caratterizzata da un semiasse maggiore pari a 2,9868334 UA e da un'eccentricità di 0,0620256, inclinata di 10,67056° rispetto all'eclittica.